# Oleksandr Litvinenko
Oleksandr Valeryovich Litvinenko (Oekraïens: Литвиненко Олександр Валерійович) (Kiev, 27 april 1972) is een Oekraïens generaal en is sinds 26 maart 2024 secretaris van de nationale veiligheids- en defensieraad van Oekraïne.

## Biografie
Litvinenko studeerde in 1994 af aan het Instituut voor Cryptografie, Communicatie en Informatica met als hoofdvak toegepaste wiskunde, van de Academie van de FSB, de Russische geheime dienst in Moskou. Vervolgens keerde Lytvynenko terug naar Oekraïne, waar hij in 2009 afstudeerde aan de Nationale Taras Sjevtsjenko-universiteit van Kiev (KNU) met een graad in rechten. In 2013 studeerde hij aan het Royal College of Defence Sciences (RCDS) in het Verenigd Koninkrijk.
Litvinenko heeft een doctoraat in de politieke wetenschappen. Hij verdedigde zijn kandidaatsgraad aan het Instituut voor Internationale Betrekkingen van het KNU en zijn doctoraat aan het Nationaal Instituut voor Strategische Studies.
Van 2005 tot 2010 werkte hij bij de staf van de Nationale Veiligheids- en Defensieraad (NSDC) en de Veiligheidsdienst van Oekraïne (SBU). Sinds 2014, na de Revolutie van de Waardigheid, de annexatie van de Krim en het begin van de Russisch-Oekraïense Oorlog in het oosten van Oekraïne, bekleedde hij de functie van plaatsvervangend secretaris van de Nationale Veiligheidsraad, destijds onder leiding van Oleksandr Turchynov. In 2019 keerde hij terug naar het Nationaal Instituut voor Strategische Studies en leidde het tot 2021. Sinds juli 2021 tot 26 maart 2024 voerde hij het bevel over de Buitenlandse Inlichtingendienst van Oekraïne.

## Privéleven
Litvinenko is getrouwd en heeft twee kinderen.